# 덕이초등학교
덕이초등학교는 대한민국 경기도 고양시 일산서구에 있는 공립 초등학교이다.

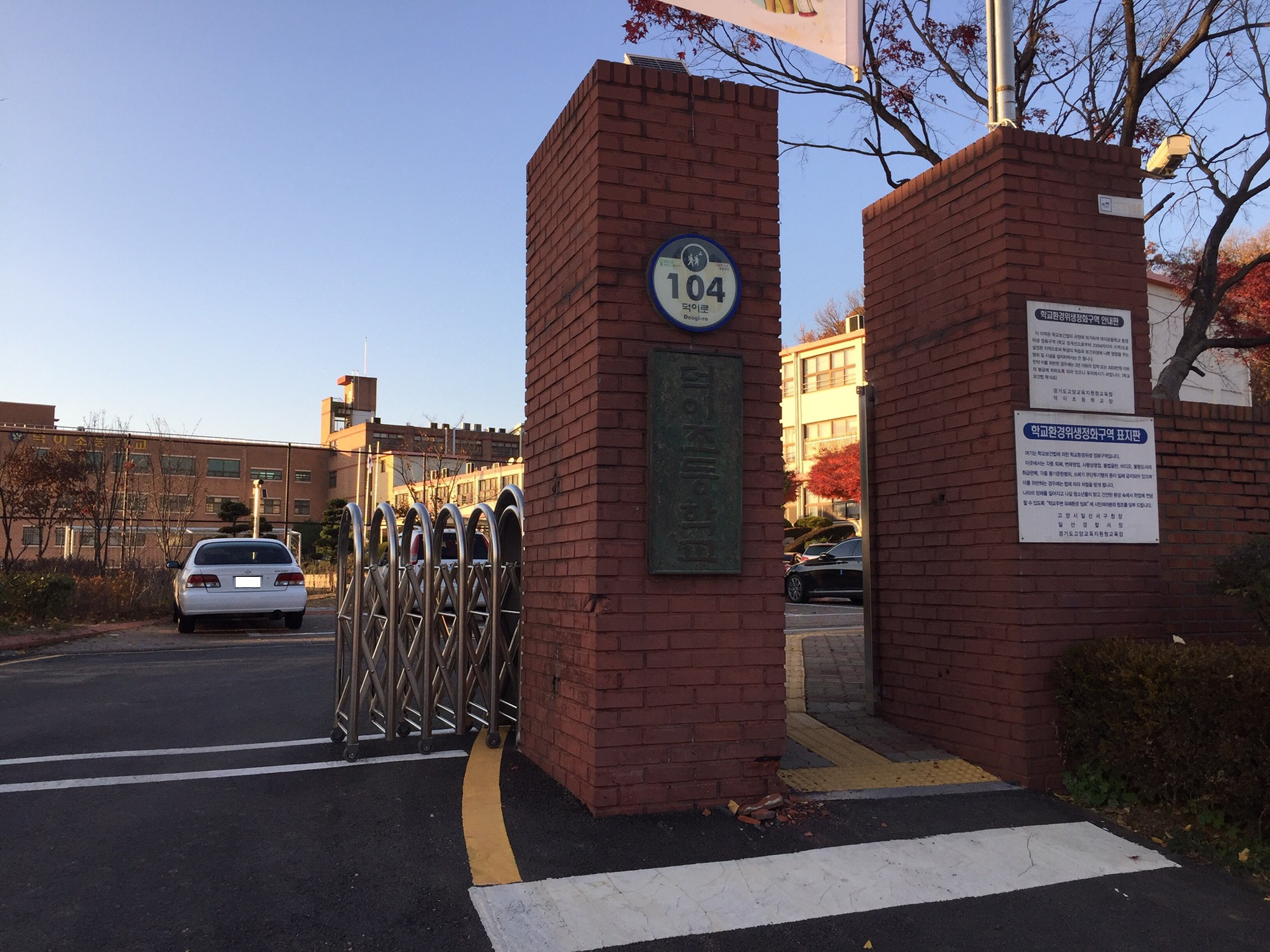
덕이초등학교 정문의 모습

## 학교 연혁
- 1967년 3월 20일 송포국민학교 덕이분교장 설립인가
- 1967년 12월 13일 덕이분교장으로 1학급 인가
- 1973년 3월 1일 덕이국민학교로 승격(6학급 인가)
- 1996년 3월 1일 덕이초등학교로 교명 변경

## 참고 자료
- 덕이초등학교 - 한국교육학술정보원 학교알리미